# FC Dila Gori
Der FC Dila Gori (georgisch სკ დილა გორი) ist ein georgischer Fußballverein aus Gori und spielt in der höchsten Spielklasse Georgiens, der Umaghlessi Liga. Die Klubfarben sind Blau-Weiß.

## Allgemeines
Der Verein wurde 1949 gegründet. Zu Zeiten der Sowjetunion spielte Dila Gori 1967, 1969, 1974 und 1986 in der dritten Liga; ein Aufstieg in höhere Spielklassen gelang nicht. Nach der Unabhängigkeit Georgiens gehörte Dila Gori bis 2001 und nach dem sofortigen Wiederaufstieg erneut 2008 der ersten Liga Georgiens an. Es folgten je ein Jahr in der zweiten, dritten und wiederum zweiten Spielklasse. 2011 schaffte der FC Dila Gori den Aufstieg in die erste Liga – ein Jahr später standen sie auf einem Platz, welcher sie zur Teilnahme an der 2. Qualifikationsrunde zur UEFA Europa League berechtigte. Ihnen gelang gleich eine dicke Überraschung, als sie Aarhus GF eliminieren konnten. In der Saison 2012/13 belegte der Verein den 2. Platz und nahm daher erneut ab der 2. Runde an der Qualifikation für die Europa League 2013/14 teil. In den Runden 2 und 3 wurden die Favoriten Aalborg BK und Hajduk Split bezwungen, in der Playoff-Runde schied Dila Gori gegen Rapid Wien aus. In der Saison 2014/15 gewann Dila Gori zum ersten Mal die georgische Meisterschaft.

## Stadion
Die Heimstätte des Vereins ist das Tengis-Burdschanadse-Stadion, welches 8.230 Zuschauern Platz bietet.

## Erfolge
- Georgischer Meister: 2015
- Georgischer Pokalsieger: 2012, 2025

## Europapokalbilanz
| Saison  | Wettbewerb                    | Runde                  | Gegner              | Gesamt          | Hin     | Rück          |
| ------- | ----------------------------- | ---------------------- | ------------------- | --------------- | ------- | ------------- |
| 2004    | UEFA Intertoto Cup            | 1. Runde               | Marek Dupniza       | 0:2             | 0:0 (A) | 0:2 (H)       |
| 2012/13 | UEFA Europa League            | 2. Qualifikationsrunde | Aarhus GF           | 2:5             | 1:2 (H) | 1:3 (A)       |
| 2013/14 | UEFA Europa League            | 2. Qualifikationsrunde | Aalborg BK          | 3:0             | 3:0 (H) | 0:0 (A)       |
| 2013/14 | UEFA Europa League            | 3. Qualifikationsrunde | Hajduk Split        | 2:0             | 1:0 (A) | 1:0 (H)       |
| 2013/14 | UEFA Europa League            | Play-offs              | SK Rapid Wien       | 0:4             | 0:1 (A) | 0:3 (H)       |
| 2015/16 | UEFA Champions League         | 2. Qualifikationsrunde | FK Partizan Belgrad | 0:3             | 0:1 (A) | 0:2 (H)       |
| 2016/17 | UEFA Europa League            | 1. Qualifikationsrunde | FC Schirak Gjumri   | 1:1 (1:4 i. E.) | 1:0 (H) | 0:1 n. V. (A) |
| 2021/22 | UEFA Europa Conference League | 1. Qualifikationsrunde | MŠK Žilina          | 3:6             | 1:5 (A) | 2:1 (H)       |
| 2022/23 | UEFA Europa Conference League | 1. Qualifikationsrunde | Kuopion PS          | 0:2             | 0:2 (A) | 0:0 (H)       |
| 2023/24 | UEFA Europa Conference League | 1. Qualifikationsrunde | DAC Dunajská Streda | 3:2             | 1:2 (A) | 2:0 (H)       |
| 2023/24 | UEFA Europa Conference League | 2. Qualifikationsrunde | Worskla Poltawa     | 4:3             | 1:2 (A) | 3:1 (H)       |
| 2023/24 | UEFA Europa Conference League | 3. Qualifikationsrunde | APOEL Nikosia       | 0:3             | 0:2 (H) | 0:1 (A)       |
| 2025/26 | UEFA Conference League        | 1. Qualifikationsrunde | RFC Union Luxemburg | 3:1             | 2:1 (A) | 1:0 (H)       |
| 2025/26 | UEFA Conference League        | 2. Qualifikationsrunde | Riga FC             | 4:5             | 1:2 (A) | 3:3 (H)       |

Gesamtbilanz: 28 Spiele, 9 Siege, 4 Unentschieden, 15 Niederlagen, 25:37 Tore (Tordifferenz −12)
Stand: 31. Juli 2025